# Сизма
Сизма — река в России, левый приток Чепцы (бассейн Волги). Протекает в Зуевском районе Кировской области. Устье реки находится в 80 км по левому берегу Чепцы. Длина реки составляет 12 км, площадь бассейна — 30 км².
Исток реки на Красногорской возвышенности у нежилой деревни Бутино в 25 км к западу от центра города Зуевка. Река течёт на северо-восток, верхнее течение ненаселено, в нижнем протекает посёлок Семушино. Именованных притоков не имеет.
Впадает в Чепцу у деревни Ожеговцы, чуть ниже устья Косинки.

## Данные водного реестра
По данным государственного водного реестра России относится к Камскому бассейновому округу, водохозяйственный участок реки — Чепца от истока до устья, речной подбассейн реки Вятка. Речной бассейн реки — Кама.